# Hans Christiansen (żeglarz)
Hans Ferdinand Christiansen (ur. 16 października 1867 w Nesna, zm. 20 lipca 1938 w Oslo) – norweski żeglarz, olimpijczyk.
Na regatach rozegranych podczas Letnich Igrzysk Olimpijskich 1912 wystąpił w klasie 6 metrów zajmując 5 pozycję. Załogę jachtu Sonja III tworzyli również Eigil Christiansen i Edvart Christensen.
Ojciec Eigila Christiansena.